# 三陽サゴリ駅
三陽サゴリ駅（サミャンサゴリえき）は、大韓民国ソウル特別市江北区弥阿洞にある牛耳新設軽電鉄の駅。なお、サゴリとは、四叉路(十字路)の意味である。

## 駅構造
相対式ホーム2面2線の地下駅。出口は2箇所ある。

### のりば
- のりばの番号は存在しない。

| 上り | ●牛耳新設線 | 三陽・北漢山牛耳方面 |
| 下り | ●牛耳新設線 | ソルセム・新設洞方面 |

## 駅周辺
- 誠庵女子中学校
- 誠庵国際貿易高等学校
- 松川洞住民センター
- 農協銀行三陽洞支店
- 中小企業銀行三陽洞支店

## 歴史
- 2017年
  - 3月2日 - 駅名を 「三陽サゴリ駅」に決定[1]。
- 9月2日 - 駅開業。

## 隣の駅
牛耳新設軽電鉄
● ソウル軽電鉄牛耳新設線
三陽駅  - 三陽サゴリ駅  -  ソルセム駅